# Lillselet (Råneå socken, Norrbotten, 734679-179154)
Lillselet är en sjö i Bodens kommun i Norrbotten och ingår i Vitåns huvudavrinningsområde.